# 융저우시
융저우시(영주시, 중국어: 永州市, 병음: Yǒngzhōu Shì)는 중화인민공화국 후난성 남부에 위치한 지급시이다.
융저우의 구시가지는 절과 탑, 고대 도시의 성벽이 함께 어우러진 아름다운 도시로 유명하다. 중원과 남중국해를 연결하는 주요 관문으로 도시의 항구는 군사적으로도 중요한 곳이었다.
융저우는 또한 문화적으로도 중요한 방문해 볼 가치가 있는 곳이다. 많은 절들과 8개의 풍광구가 수많은 관광객들을 모은다. 닝위안 사는 공자를 모시는 중국의 중요한 절 중 하나이다.

## 지리
상강과 샤오수이의 합류 지점에 위치한다. 후난성 최남부를 차지하고 광둥성·광시 좡족 자치구와 경계를 접한다. 예부터 호남과 광서를 연결하는 교통의 요지로, 좡족 등 남서의 이민족·소수민족에 대한 군사거점으로서 중시되었다.

## 기후
| 융저우시 렁수이탄구의 기후                                    | 융저우시 렁수이탄구의 기후 | 융저우시 렁수이탄구의 기후 | 융저우시 렁수이탄구의 기후 | 융저우시 렁수이탄구의 기후 | 융저우시 렁수이탄구의 기후 | 융저우시 렁수이탄구의 기후 | 융저우시 렁수이탄구의 기후 | 융저우시 렁수이탄구의 기후 | 융저우시 렁수이탄구의 기후 | 융저우시 렁수이탄구의 기후 | 융저우시 렁수이탄구의 기후 | 융저우시 렁수이탄구의 기후 | 융저우시 렁수이탄구의 기후 |
| 월                                                            | 1월                        | 2월                        | 3월                        | 4월                        | 5월                        | 6월                        | 7월                        | 8월                        | 9월                        | 10월                       | 11월                       | 12월                       | 연간                       |
| ------------------------------------------------------------- | -------------------------- | -------------------------- | -------------------------- | -------------------------- | -------------------------- | -------------------------- | -------------------------- | -------------------------- | -------------------------- | -------------------------- | -------------------------- | -------------------------- | -------------------------- |
| 역대 최고 기온 °C (°F)                                        | 27.1 (80.8)                | 31.6 (88.9)                | 35.7 (96.3)                | 36.0 (96.8)                | 36.2 (97.2)                | 37.7 (99.9)                | 40.1 (104.2)               | 41.1 (106.0)               | 39.4 (102.9)               | 37.0 (98.6)                | 33.6 (92.5)                | 26.3 (79.3)                | 41.1 (106.0)               |
| 일평균 최고 기온 °C (°F)                                      | 9.8 (49.6)                 | 12.7 (54.9)                | 16.7 (62.1)                | 23.3 (73.9)                | 27.6 (81.7)                | 30.6 (87.1)                | 34.0 (93.2)                | 33.5 (92.3)                | 29.7 (85.5)                | 24.4 (75.9)                | 18.7 (65.7)                | 12.7 (54.9)                | 22.8 (73.1)                |
| 일일 평균 기온 °C (°F)                                        | 6.5 (43.7)                 | 9.0 (48.2)                 | 12.8 (55.0)                | 18.8 (65.8)                | 23.2 (73.8)                | 26.6 (79.9)                | 29.3 (84.7)                | 28.6 (83.5)                | 25.0 (77.0)                | 19.8 (67.6)                | 14.2 (57.6)                | 8.7 (47.7)                 | 18.5 (65.4)                |
| 일평균 최저 기온 °C (°F)                                      | 4.2 (39.6)                 | 6.3 (43.3)                 | 10.0 (50.0)                | 15.5 (59.9)                | 19.8 (67.6)                | 23.5 (74.3)                | 25.7 (78.3)                | 25.1 (77.2)                | 21.5 (70.7)                | 16.4 (61.5)                | 10.9 (51.6)                | 5.8 (42.4)                 | 15.4 (59.7)                |
| 역대 최저 기온 °C (°F)                                        | −7.0 (19.4)                | −5.4 (22.3)                | −0.8 (30.6)                | 3.6 (38.5)                 | 9.3 (48.7)                 | 14.1 (57.4)                | 18.6 (65.5)                | 18.7 (65.7)                | 13.0 (55.4)                | 3.7 (38.7)                 | −0.8 (30.6)                | −6.5 (20.3)                | −7.0 (19.4)                |
| 평균 강수량 mm (인치)                                         | 73.7 (2.90)                | 84.4 (3.32)                | 146.1 (5.75)               | 145.5 (5.73)               | 180.2 (7.09)               | 184.5 (7.26)               | 104.3 (4.11)               | 124.8 (4.91)               | 57.3 (2.26)                | 67.5 (2.66)                | 76.6 (3.02)                | 52.8 (2.08)                | 1,297.7 (51.09)            |
| 평균 강수일수 (≥ 0.1 mm)                                      | 14.9                       | 14.8                       | 19.2                       | 16.9                       | 16.3                       | 15.1                       | 10.3                       | 11.4                       | 9.1                        | 9.1                        | 11.1                       | 10.5                       | 158.7                      |
| 평균 강설일수                                                 | 2.8                        | 1.6                        | 0.6                        | 0                          | 0                          | 0                          | 0                          | 0                          | 0                          | 0                          | 0                          | 0.7                        | 5.7                        |
| 평균 상대 습도 (%)                                            | 80                         | 80                         | 83                         | 81                         | 81                         | 82                         | 74                         | 75                         | 77                         | 76                         | 78                         | 76                         | 79                         |
| 평균 월간 일조시간                                            | 49.5                       | 52.0                       | 62.8                       | 97.5                       | 124.4                      | 130.2                      | 226.7                      | 193.2                      | 140.8                      | 117.9                      | 105.5                      | 85.6                       | 1,386.1                    |
| 가능 일조율                                                   | 15                         | 16                         | 17                         | 25                         | 30                         | 32                         | 54                         | 48                         | 39                         | 33                         | 33                         | 26                         | 31                         |
| 출처: 중국기상국 (평년값: 1991년~2020년, 극값: 1971년~2010년) |                            |                            |                            |                            |                            |                            |                            |                            |                            |                            |                            |                            |                            |

## 역사
융저우가 사서에 처음으로 등장하는 것은 「사기」오제본기의 '순남순수, 붕우창오지야, 장우강남구의, 시위영릉(舜南巡狩，崩于蒼梧之野，葬于江南九疑，是為零陵)'이라는 기사에 있는, 순이 매장되었다는 영릉(零陵)이다. 진대는 순을 현창해 영릉현이 설치되었다. 수대에 주제가 시행되었을 때 영릉군 남서부의 영산(永山)과 연관되어 영주 총관부가 설치된 이후 영주의 명칭이 현재까지 사용되고 있다.
중화인민공화국이 성립하면서 1949년 10월에 융저우 전구(永州専区)가 설치되었고 그 후의 행정 개편으로 1995년 11월 21일에 지급시로서 융저우 시가 성립해 현재에 이르고 있다.

## 행정 구역

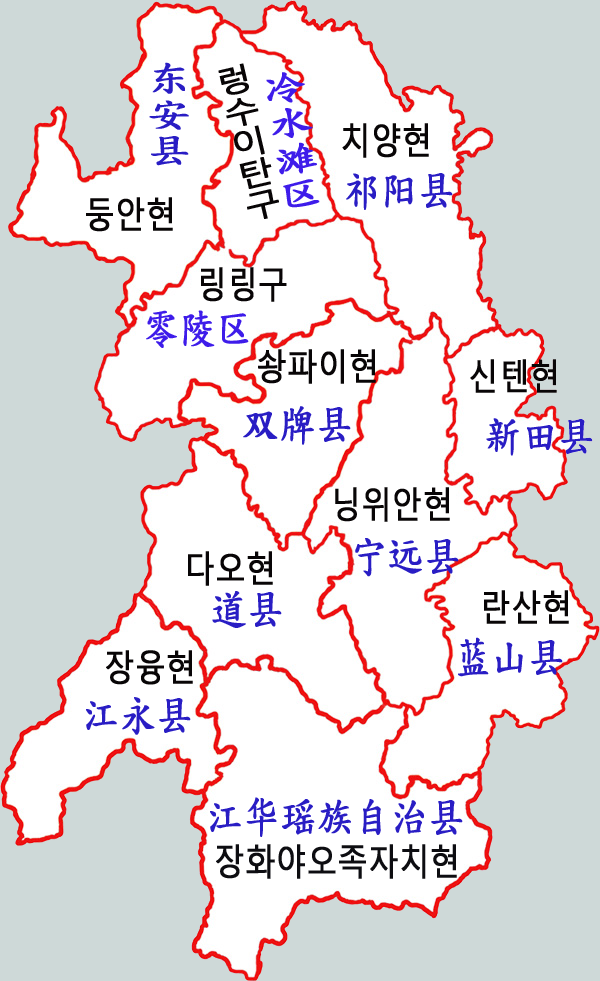
융저우 시 현급구역

2개의 시할구, 8개의 현 및 1개 자치현을 관할한다.
시할구
- 렁수이탄 구(冷水滩区)
- 링링 구(零陵区)

현
- 둥안 현(东安县)
- 다오 현(道县)
- 닝위안 현(宁远县)
- 장융 현(江永县)
- 란산 현(蓝山县)
- 신톈 현(新田县)
- 솽파이 현(双牌县)
- 치양 현(祁阳县)

자치현
- 장화 야오족 자치현(江华瑶族自治县)

## 출신 인물
- 주돈이: 다오현 출신